# Консепсионска надбискупија
Католичка надбискупија Консепсиона (лат. Archidioecesis Sanctissimae Conceptionis) је католичка метрополитанска надбискупија у Чилеу. Тренутни надбискуп је Фернандо Чомали. Католичка надбискупија Консепсиона је једна од 5 надбискупије Католичке цркве у Чилеу. Њен литургијкски централ је Катедрала у Консепсиону у Чилеу. Католичка надбискупија Консепсиона је основана 22. маја 1563. као бискупија.